# Wiceprezydenci Dominikany
Wiceprezydenci Dominikany

## Pierwsza Republika (1844–1861)
- Felipe Benicio Alfau Bustamante (1854)
- Manuel de Regla Mota (1854)
- Antonio Abad Alfau Bustamante (1856)
- Buenaventura Báez (1856)
- Domingo Daniel Pichardo Pró (1857)
- Benigno Filomeno De Rojas y Ramos (1858)

## Szefowie państwa (1863–1865)
- Ramón Matías Mella: 1863–1864
- Ulises Francisco Espaillat: 1864–1865
- Gregorio Luperón (1865)

## Druga Republika (1865–1916)
- Francisco Antonio Gómez y Báez (1868)
- Manuel Altagracia Cáceres y Fernández (1871)
- Juan Isidro Ortea y Knnedy (1878)
- Francisco Gregorio Billini (1878)
- Casimiro Nemesio de Moya (1882)
- Alejandro Woss y Gil (1884)
- Segundo Francisco Imbert Delmonte (1887)
- Manuel María Gautier (1889)
- Wenceslao Figuereo (1893)
- Horacio Vásquez (1899–1902)
- Eugenio Deschamps Peña (1903)
- Ramón Cáceres (1903-1905)
- junta wojskowa (1916–1924)

## Trzecia Republika (1924–1965)
- Federico Velásquez (1924–1928)
- José Dolores Alfonseca (1928–1930)
- Rafael Estrella Ureña (1930–1932)
- Jacinto Peynado y Peynado (1934–1938)
- Manuel Troncoso de la Concha (1938–1940)
- Joaquín Balaguer (1957–1960)
- Rafael Filiberto Bonelly (1962)
- Eduardo Read Barrera (1962)
- Nicolás Pichardo (1962)
- Armando González Tamayo (1963)
- Manuel Joaquín Castillo Castillo (1965)

## Czwarta Republika (1966–obecnie)
- Francisco Augusto Lora (1966–1970)
- Carlos Rafael Goico Morales (1970–1978)
- Jacobo Majluta (1978–1982)
- Manuel Fernández Mármol (1982–1986)
- Carlos Morales Troncoso (1986–1994)
- Jacinto Peynado Garrigosa (1994–1996)
- Jaime David Fernández Mirabal (1996–2000)
- Milagros Ortiz Bosch (2000–2004)
- Rafael Alburquerque (2004–2012)
- Margarita Cedeño (2012–2016)